# Diplocarpa
Diplocarpa — рід грибів родини Dermateaceae. Назва вперше опублікована 1895 року.

## Класифікація
До роду Diplocarpa відносять 2 види:
- Diplocarpa bloxamii
- Diplocarpa curreyana